# آية الكرسي
آية الكرسي، هي الآية رقم 255 من سورة البقرة، وهي أعظم آية في القرآن، لها عدة فضائل، ويستحب قراءتها في أحوال مخصوصة عند المسلمين. وورد في فضلها ومنزلتها العديد من الأحاديث النبوية، فهي أعظم آية في كتاب الله، ووُصِفت بأنها سيدة آي القرآن، وفيها اسم الله الأعظم، وأن في قراءتها حفظ للبيت والنفس من الشيطان، ودوام قراءتها بعد الصلوات المكتوبة سببًا في دخول المرء الجنة.
وقد رأى العلماء أن تلك المنزلة لعظم ما دلت عليه من توحيد الله وتمجيده وحسن الثناء عليه، وذكر نعوت جلاله وكماله، فتضمنت من أسماء الله خمسة أسماء، وتضمنت من الصفات ما يزيد على العشرين صفة لله، فهي قد اشتملت من ذلك على ما لم تشتمل عليه آية أخرى في القرآن.
جاءت آية الكرسي استئنافًا بذكر تمجيد الله، وذكر صفاته؛ وسعة علمه وحفظه وقدرته، إبطالًا لكفر الكافرين وقطعًا لرجائهم، فلا يستطيعون طلب الشفاعة إلا بإذنه، وجعلت هذه الآية ابتداء لآيات تقرير الوحدانية والبعث.

## نص الآية
نص آية الكرسي برواية حفص عن عاصم كما في مصحف المدينة النبوية:
قال القرطبي: نزلت ليلًا ودعا النبي صلى الله عليه وسلم زيدًا فكتبها. وقال أيضًا: وهذه الآية تضمنت التوحيد والصفات العلا، وهي خمسون كلمة، وفي كل كلمة خمسون بركة.

## فضلها

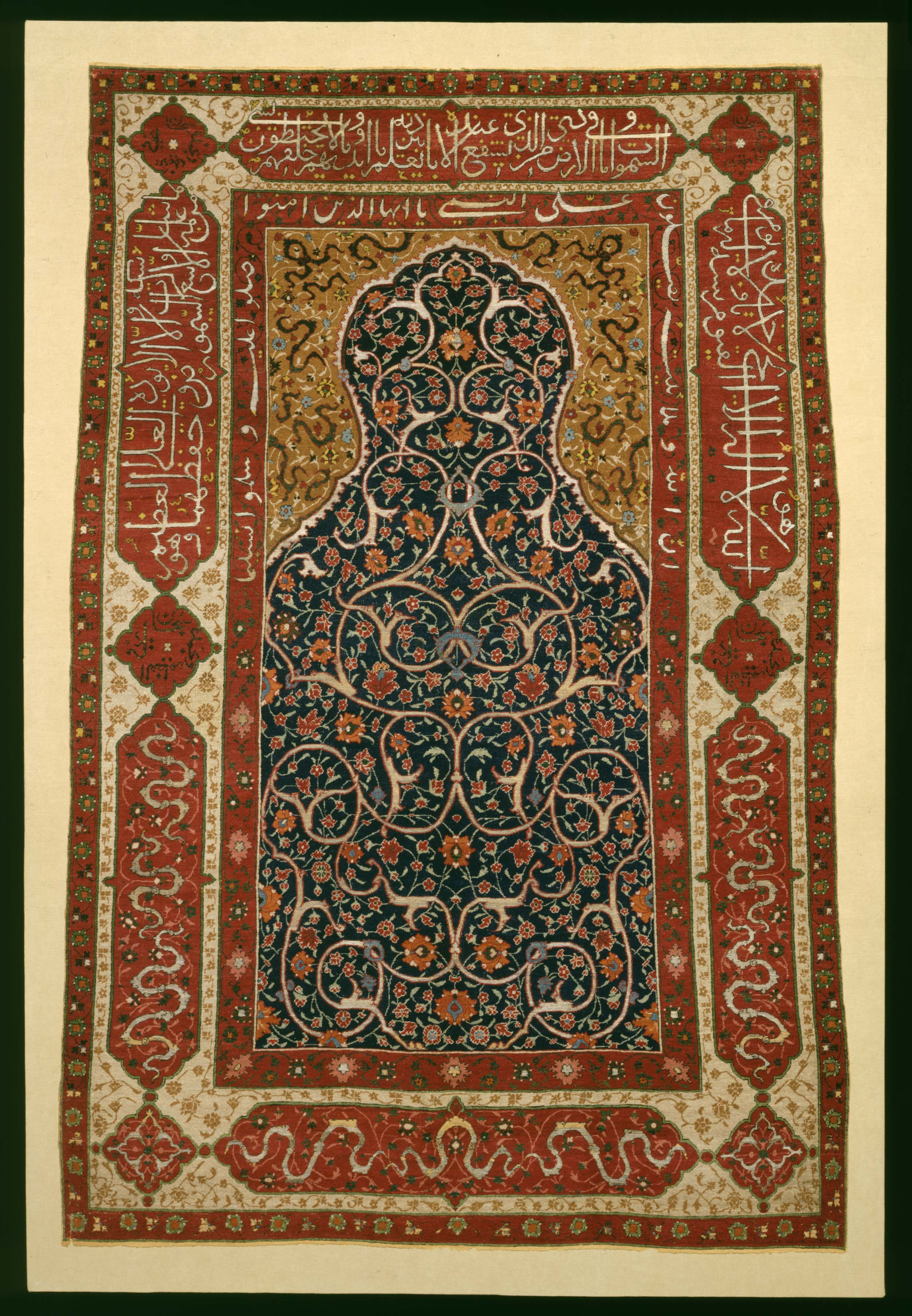
سجادة فارسية مزخرفة بالخط العربي، وزخارف مكتوب عليها آية الكرسي، والآية 56 من سورة الأحزاب.

لآية الكرسي منزلة وفضل كبير في الإسلام، وورد في ذلك العديد من الأحاديث النبوية منها الصحيح والضعيف والموضوع، لكن ثبت في الصحيح أنها أعظم آية في كتاب الله، ووُصِفت بأنها سيدة آي القرآن، وفيها اسم الله الأعظم، وأن في قراءتها حفظ للبيت والنفس من الشيطان، وأن دوام قراءتها بعد الصلوات المكتوبة سبب في دخول المرء الجنة.
وقد رأى العلماء أن تلك المنزلة لعظم ما دلت عليه من توحيد الله وتمجيده وحسن الثناء عليه، وذكر نعوت جلاله وكماله، فتضمنت من أسماء الله خمسة أسماء، وتضمنت من الصفات ما يزيد على العشرين صفة لله، فهي قد اشتملت من ذلك على ما لم تشتمل عليه آية أخرى في القرآن، قال ابن تيمية: "وليس في القرآن آية واحدة تضمنت ما تضمنته آية الكرسي، وإنما ذكر الله في أول سورة الحديد وآخر سورة الحشر عدة آيات لا آية واحدة".

### أعظم آية في كتاب الله
ثبت في صحيح مسلم أن آية الكرسي أعظم آية في كتاب الله، فعَنْ ‌أُبَيِّ بْنِ كَعْبٍ قَالَ: قَالَ رَسُولُ اللهِ ﷺ: «يَا أَبَا الْمُنْذِرِ، أَتَدْرِي أَيُّ آيَةٍ مِنْ كِتَابِ اللهِ مَعَكَ أَعْظَمُ؟» قَالَ: قُلْتُ: اللهُ وَرَسُولُهُ أَعْلَمُ. قَالَ: «يَا أَبَا الْمُنْذِرِ، أَتَدْرِي أَيُّ آيَةٍ مِنْ كِتَابِ اللهِ مَعَكَ أَعْظَمُ؟» قَالَ: قُلْتُ: ﴿ٱللَّهُ لَاۤ إِلَـٰهَ إِلَّا هُوَ ٱلۡحَیُّ ٱلۡقَيُّومُۚ﴾ [البقرة:255]، قَالَ: فَضَرَبَ فِي صَدْرِي، وَقَالَ: «وَاللهِ لِيَهْنِكَ الْعِلْمُ، أَبَا الْمُنْذِرِ» رواه مسلم (810)، وعبد بن حميد في المنتخب (178) وزاد: «وَالَّذِي نَفْسُ مُحَمَّدٍ بِيَدِهِ، إِنْ لِهَذِهِ الْآيَةِ لَلِسَانًا وَشَفَتَيْنِ تُقَدِّسُ الْمَلِكَ عِنْدَ سَاقِ الْعَرْشِ».
وأخرج ابن الضريس في كتابه فضائل القرآن عن الحسن البصري: «أن رجلا مات أخوه فرآه في المنام فقال: أخي، أي الأعمال تجدون أفضل؟ قال: القرآن. قال: فأي القرآن؟ قال: آية الكرسي: ﴿ٱللَّهُ لَاۤ إِلَـٰهَ إِلَّا هُوَ ٱلۡحَیُّ ٱلۡقَيُّومُۚ﴾ [البقرة:255]، ثم قال: ترجون لنا شيئا؟ قال: نعم. قال: إنكم تعملون ولا تعلمون، وإنا نعلم ولا نعمل». وأخرج أحمد وابن الضريس والهروي في فضائله عن أنس بن مالك:(3) «أن رسول الله سأل رجلاً من أصحابه: هل تزوج؟ قال لا، ليس عندي ما أتزوج به!. قال: أوليس معك قُلْ هُوَ الله أَحَدٌ؟ قال: بلى. قال: ثلث القرآن. أليس معك قُلْ يَا أيُّها الْكَافِرُنَ؟ قال: بلى. قال: ربع القرآن. أليس معك إِذَا زُلْزِلَتْ؟ قال: بلى. قال: ربع القرآن. أليس معك إذا جَاءَ نَصّر الله؟ قال بلى. قال: ربع القرآن. أليس معك آية الكرسي؟ قال: بلى. قال: ربع القرآن فتزوج».

### فيها اسم الله الأعظم
في اشتمالها على اسم الله الأعظم روى الإمام أحمد: عن أسماء بنت يزيد بن السكن قالت: «سمعت رسول الله - صلى الله عليه وسلم - يقول في هاتين الآيتين الله لا إله إلا هو الحي القيوم والم الله لا إله إلا هو الحي القيوم إن فيهما اسم الله الأعظم».(1) وعن أبي أمامة يرفعه قال: اسم الله الأعظم الذي إذا دعي به أجاب في ثلاث: سورة البقرة وآل عمران وطه وقال هشام بن عمار خطيب دمشق: أما البقرة "الله لا إله إلا هو الحي القيوم" وفي آل عمران "الم الله لا إله إلا هو الحي القيوم" وفي طه "وعنت الوجوه للحي القيوم".

### حفظ من الشيطان

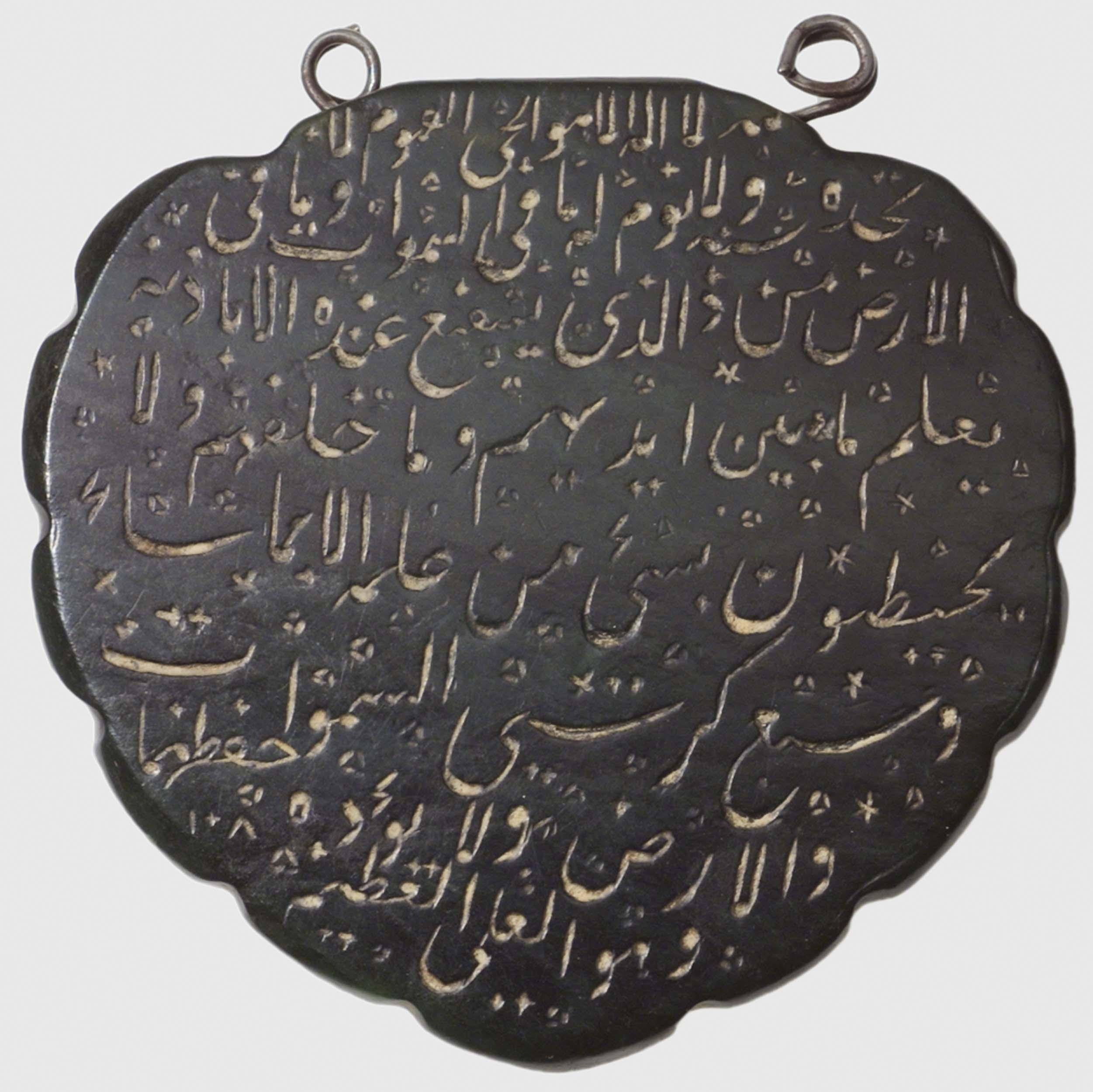
قطعة أثرية من ضمن مجموعات خليلي تعود لعام 1085 هـ، منقوش على أحد وجهيها آية الكرسي.

ثبت في صحيح البخاري قصة أبي هريرة مع الشيطان الذي جاءه في صورة رَجل فعن أبي هريرة قال: «وكلني رسول الله ﷺ بحفظ زكاة رمضان، فأتاني آت فجعل يحثو من الطعام، فأخذته وقلت: لأرفعنك إلى رسول الله، قال: إني محتاج، وعلي عيال، ولي حاجة شديدة. قال: فخليت عنه. فأصبحت، فقال النبي: يا أبا هريرة، ما فعل أسيرك البارحة ؟ قال: قلت: يا رسول الله، شكا حاجة شديدة وعيالاً، فرحمته وخليت سبيله. قال: أما إنه قد كذبك وسيعود. فعرفت أنه سيعود لقول رسول الله: إنه سيعود. فرصدته فجاء يحثو من الطعام، فأخذته، فقلت: لأرفعنك إلى رسول الله. قال: دعني، فإني محتاج، وعلي عيال، لا أعود. فرحمته وخليت سبيله، فأصبحت فقال لي رسول الله: يا أبا هريرة، ما فعل أسيرك البارحة ؟ قلت: يا رسول الله شكا حاجة وعيالاً فرحمته فخليت سبيله. قال: أما إنه قد كذبك وسيعود. فرصدته الثالثة، فجاء يحثو من الطعام، فأخذته، فقلت: لأرفعنك إلى رسول الله. وهذا آخر ثلاث مرات أنك تزعم أنك لا تعود، ثم تعود. فقال: دعني أعلمك كلمات ينفعك الله بها. قلت: ما هن. قال: إذا أويت إلى فراشك فاقرأ آية الكرسي: ﴿ٱللَّهُ لَاۤ إِلَـٰهَ إِلَّا هُوَ ٱلۡحَیُّ ٱلۡقَيُّومُۚ﴾ [البقرة:255] حتى تختم الآية، فإنك لن يزال عليك من الله حافظ، ولا يقربك شيطان حتى تصبح، فخليت سبيله، فأصبحت فقال لي رسول الله: ما فعل أسيرك البارحة ؟ قلت: يا رسول الله، زعم أنه يعلمني كلمات ينفعني الله بها، فخليت سبيله. قال: وما هي؟ قال: قال لي: إذا أويت إلى فراشك فاقرأ آية الكرسي من أولها حتى تختم الآية: ﴿ٱللَّهُ لَاۤ إِلَـٰهَ إِلَّا هُوَ ٱلۡحَیُّ ٱلۡقَيُّومُۚ﴾ [البقرة:255] وقال لي: لن يزال عليك من الله حافظ، ولا يقربك شيطان حتى تصبح - وكانوا أحرص شيء على الخير - فقال النبي: أما إنه صدقك وهو كذوب، تعلم من تخاطب ثلاث ليال يا أبا هريرة ؟ قلت: لا، قال: ذاك شيطان».
كما ورد أنها حرزٌ من الشيطان إذا قُرئت صباحًا ومساءً، فعن أبي بن كعب:(4) «أنه كان له جرن فكان ينقص، فحرسه ذات ليلة فإذا هو بدابة شبه الغلام المحتلم فسلم عليه فرد عليه السلام فقال: ما أنت جني أم إنسي قال: جني، قال: فناولني يدك، فناوله يده فإذا يده يد كلب وشعره شعر كلب، قال: هذا خلق الجن؟ !! قال: قد علمت الجن أن فيهم رجلا أشد منى، قال: فما جاء بك؟ قال: بلغنا أنك تحب الصدقة، فجئنا نصيب من طعامك، قال: فما ينجينا منكم؟ قال: هذه الآية التي في سورة البقرة: من قالها حين يمسي أجير منا حتى يصبح، ومن قالها حين يصبح أجير منا حتى يمسي. فلما أصبح أتى رسول الله صلى الله عليه وسلم - فذكر ذلك له - فقال: " صدق الخبيث ".».
وكذلك وأخرج سعيد بن منصور، والحاكم، والبيهقي في الشعب عن أبي هريرة أن رسول الله ﷺ قال: «سورة البقرة فيها آية سيدة آيات القرآن، لا تقرأ في بيت فيه شيطان إلا خرج منه: آية الكرسي». وروى محمد بن الحنفية أنه قال: «لما نزلت آية الكرسي خر كل صنم في الدنيا، وكذلك خر كل ملك في الدنيا، وسقطت التيجان عن رؤوسهم، وهبت الشياطين يضرب بعضهم على بعض، فاجتمعوا إلى إبليس، فأخبروه بذلك، فأمرهم أن يبحثوا عن ذلك، فجاءوا إلى المدينة فبلغهم أن آية الكرسي قد نزلت».

### فضل قراءتها بعد الصلوات
عن أبي أمامة قال: قال رسول الله ﷺ: «من قرأ آية الكرسي دبر كل صلاة مكتوبة لم يمنعه من دخول الجنة إلا أن يموت». يعني لم يكن بينه وبين دخول الجنة إلا الموت، قال ابن القيم: "بلغني عن شيخنا أبي العباس ابن تيمية أنه قال: ما تركتها عقيب كل صلاة". وأخرج البيهقي في شعب الإيمان عن أنس قال:(2) قال رسول الله صلى الله عليه وسلم: "من قرأ في دبر كل صلاة مكتوبة آية الكرسي، حفظ إلى الصلاة الأخرى، ولا يحافظ عليها إلا نبي أو صديق أو شهيد". قال ابن باز: «يستحب بعد الصلاة، بعد التسبيح والتهليل قراءة آية الكرسي، ويرجى له بذلك دخول الجنة إذا استقام، إذا استقام على دينه، وحافظ على دينه، يرجى له دخول الجنة؛ لقول النبي صلى الله عليه وسلم: "والصلوات الخمس، والجمعة إلى الجمعة، ورمضان إلى رمضان كفارات لما بينهن، ما لم تؤت الكبائر". فإذا حافظ على ما أوجب الله عليه، وترك ما حرم الله عليه، وقرأ آية الكرسي، كل هذا من أسباب دخول الجنة، إذا قرأها بعد كل صلاة.».

### بركة قراءتها
ورد كذلك في آية الكرسي العديد من الأحاديث والآثار في بركة قراءتها، فأخرج أبو الحسن محمد بن أحمد بن شمعون الواعظ في أماليه، وابن النجار عن عائشة: «أن رجلا أتى النبي فشكا إليه أن ما في بيته ممحوق من بركة، فقال: أين أنت من آية الكرسي؟.. ما تليت على طعام ولا إدام إلا أنمى الله بركة ذلك الطعام والإدام». وأخرج ابن السني عن أبي قتادة: أن النبي قال: «من قرأ آية الكرسي وخواتيم سورة البقرة عند الكرب أعانه الله».

## تفسير الآية

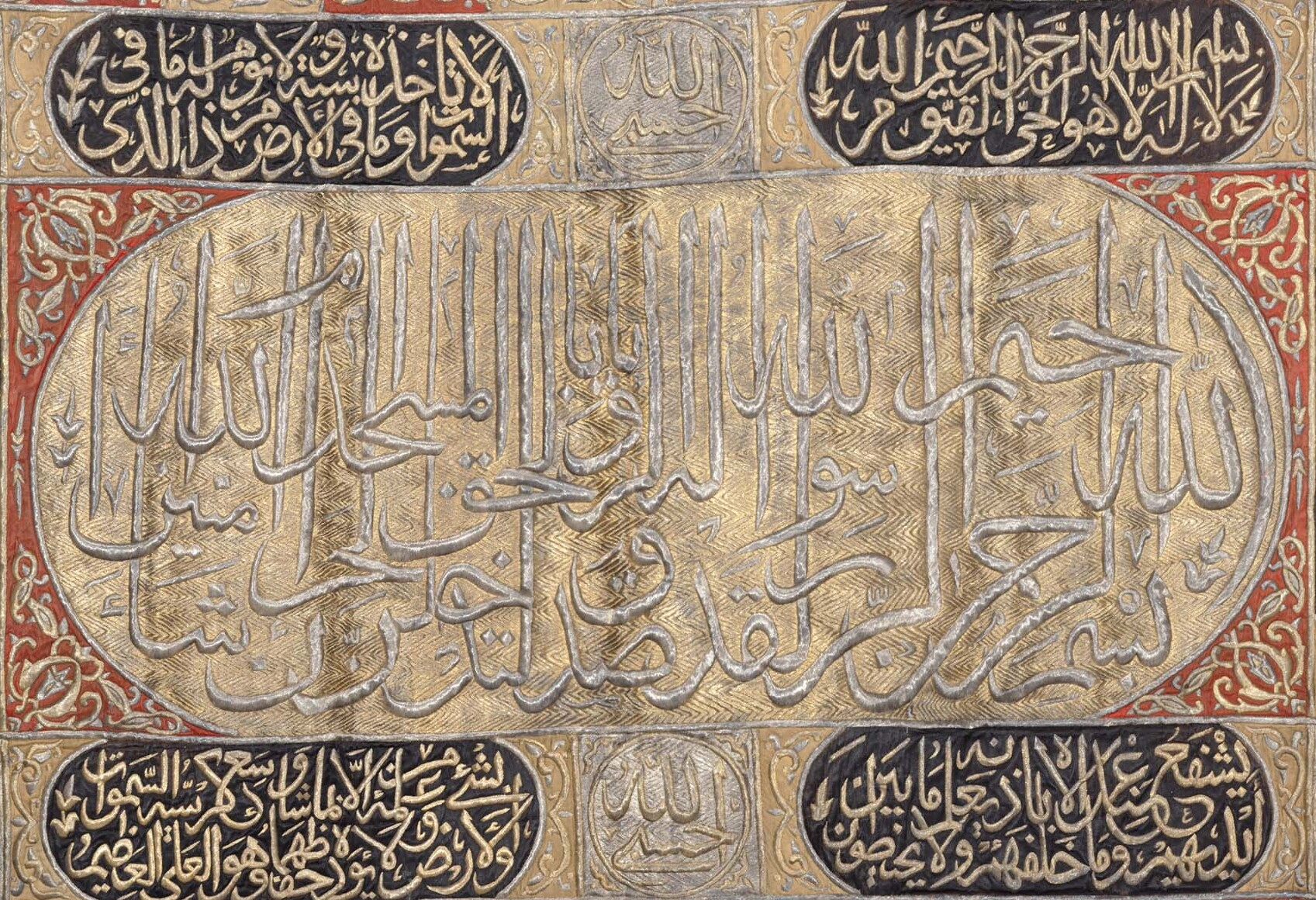
جزء من ستارة باب الكعبة سنة 1263 هـ من ضمن مجموعات خليلي، مخطوط عليها آية الكرسي.

ذكرت الآيات السابفة أهوال يوم القيامة وأحوال الكافرين، وجاءت آية الكرسي استئنافًا بذكر تمجيد الله، وذكر صفاته؛ إبطالًا لكفر الكافرين وقطعًا لرجائهم، فلا يستطيعون طلب الشفاعة إلا بإذنه ﴿مَن ذَا ٱلَّذِی يَشۡفَعُ عِندَهُۥۤ إِلَّا بِإِذۡنِهِۦۚ﴾، وجعلت هذه الآية ابتداء لآيات تقرير الوحدانية والبعث.
- ﴿ٱللَّهُ لَاۤ إِلَـٰهَ إِلَّا هُوَ﴾: إخبار بأنه المتفرد بالإلهية لجميع الخلائق.[19] أي: لا معبود بحق سواه، فهو الإله الحق الذي تتعين أن تكون جميع أنواع العبادة والطاعة والتأله له تعالى؛ لكماله، وكمال صفاته، وعظيم نعمه، ولكون العبد مستحقا أن يكون عبدا لربه، ممتثلا أوامره، مجتنبا نواهيه، وكل ما سوى الله تعالى باطل، فعبادة ما سواه باطلة؛ لكون ما سوى الله مخلوقا ناقصا مدبرا فقيرا من جميع الوجوه، فلم يستحق شيئا من أنواع العبادة.[20] وبدأت الآية بلفظ الجلالة قال محمد الطاهر بن عاشور: «وجيء باسم الذات هنا لأنه طريق في الدلالة على المسمى المنفرد بهذا الاسم، فإن العلم أعرف المعارف لعدم احتياجه في الدلالة على مسماه إلى قرينة أو معونة لولا احتمال تعدد التسمية، فلما انتفى هذا الاحتمال في اسم الجلالة كان أعرف المعارف لا محالة لاستغنائه عن القرائن والمعونات، فالقرائن كالتكلم والخطاب، والمعونات كالمعاد والإشارة باليد والصلة وسبق العهد والإضافة.».[1]
- ﴿ٱلۡحَیُّ ٱلۡقَيُّومُۚ﴾: أي الحي في نفسه الذي لا يموت أبدا، القيم لغيره. فجميع الموجودات مفتقرة إليه، وهو غني عنها، لا قوام لها بدون أمره.[21] قال السعدي: «هذان الاسمان الكريمان يدلان على سائر الأسماء الحسنى دلالة مطابقة وتضمنا ولزوما، فالحي من له الحياة الكاملة المستلزمة لجميع صفات الذات، كالسمع والبصر والعلم والقدرة، ونحو ذلك، والقيوم: هو الذي قام بنفسه وقام بغيره، وذلك مستلزم لجميع الأفعال التي اتصف بها رب العالمين من فعله ما يشاء من الاستواء والنزول والكلام والقول والخلق والرزق والإماتة والإحياء، وسائر أنواع التدبير، كل ذلك داخل في قيومية الباري، ولهذا قال بعض المحققين: إنهما الاسم الأعظم الذي إذا دعي الله به أجاب، وإذا سئل به أعطى.».[20]
- ﴿لَا تَأۡخُذُهُۥ سِنَةࣱ وَلَا نَوۡمࣱۚ﴾: أي لا يعتريه نقص ولا غفلة ولا ذهول عن خلقه، بل هو قائم على كل نفس بما كسبت، شهيد على كل شيء، لا يغيب عنه شيء، ولا يخفى عليه خافية، ومن تمام القيومية أنه لا يعتريه سنة ولا نوم، فقوله ﴿لا تأخذه﴾ أي لا تغلبه سنة وهي الوسن والنعاس، ولهذا قال: ولا نوم لأنه أقوى من السنة. وفي الصحيح عن أبي موسى، قال: قام فينا رسول الله ﷺ بأربع كلمات، فقال «إن الله لا ينام، ولا ينبغي له أن ينام، يخفض القسط ويرفعه، يرفع إليه عمل النهار قبل عمل الليل، وعمل الليل قبل عمل النهار، حجابه النور أو النار، لو كشفه لأحرقت سبحات وجهه ما انتهى إليه بصره من خلقه».[22]
- ﴿لَّهُۥ مَا فِی ٱلسَّمَـٰوَ ٰتِ وَمَا فِی ٱلۡأَرۡضِۗ﴾: إخبار بأن الجميع عبيده وفي ملكه، وتحت قهره وسلطانه، كقوله ﴿إِنْ كُلُّ مَنْ فِي السَّمَاوَاتِ وَالْأَرْضِ إِلَّا آتِي الرَّحْمَنِ عَبْدًا ۝٩٣ لَقَدْ أَحْصَاهُمْ وَعَدَّهُمْ عَدًّا ۝٩٤ وَكُلُّهُمْ آتِيهِ يَوْمَ الْقِيَامَةِ فَرْدًا ۝٩٥﴾ [مريم:93–95].[23]
- ﴿مَن ذَا ٱلَّذِی يَشۡفَعُ عِندَهُۥۤ إِلَّا بِإِذۡنِهِۦۚ﴾: المعنى أنه لا يشفع عنده أحد بحق وإدلال لأن المخلوقات كلها ملكه، ولكن يشفع عنده من أراد هو أن يظهر كرامته عنده فيأذنه بأن يشفع فيمن أراد هو العفو عنه.[24] وأنه لا يتجاسر أحد على أن يشفع لأحد عنده إلا بإذنه له في الشفاعة، كما في حديث شفاعة النبي محمد يوم القيامة: «آتي تحت العرش فأخر ساجدا، فيدعني ما شاء الله أن يدعني. ثم يقال: ارفع رأسك وقل تسمع واشفع تشفع -قال-فيحد لي حدا فأدخلهم الجنة».[23] وهو مثل قوله: ﴿وَكَمْ مِنْ مَلَكٍ فِي السَّمَاوَاتِ لَا تُغْنِي شَفَاعَتُهُمْ شَيْئًا إِلَّا مِنْ بَعْدِ أَنْ يَأْذَنَ اللَّهُ لِمَنْ يَشَاءُ وَيَرْضَى ۝٢٦﴾ [النجم:26] وكقوله ﴿يَعْلَمُ مَا بَيْنَ أَيْدِيهِمْ وَمَا خَلْفَهُمْ وَلَا يَشْفَعُونَ إِلَّا لِمَنِ ارْتَضَى وَهُمْ مِنْ خَشْيَتِهِ مُشْفِقُونَ ۝٢٨﴾ [الأنبياء:28].[23]
- ﴿يَعۡلَمُ مَا بَيۡنَ أَيۡدِيهِمۡ وَمَا خَلۡفَهُمۡۖ﴾: دليل على إحاطة علمه بجميع الكائنات، ماضيها وحاضرها ومستقبلها، كقوله إخبارا عن الملائكة ﴿لَهُ مَا بَيْنَ أَيْدِينَا وَمَا خَلْفَنَا﴾ [مريم:64].[23]
- ﴿وَلَا يُحِيطُونَ بِشَیۡءࣲ مِّنۡ عِلۡمِهِۦۤ إِلَّا بِمَا شَاۤءَۚ﴾: أي لا يطلع أحد من علم الله على شيء إلا بما أعلمه الله وأطلعه عليه. ويحتمل أن يكون المراد لا يطلعون على شيء من علم ذاته وصفاته، إلا بما أطلعهم الله عليه، كقوله: ﴿وَلَا يُحِيطُونَ بِهِ عِلْمًا ۝١١٠﴾ [طه:110].[23]
- ﴿وَسِعَ كُرۡسِيُّهُ ٱلسَّمَـٰوَ ٰتِ وَٱلۡأَرۡضَۖ﴾: قيل: الكرسي هو علم الله.[23] والكرسي هو موضع القدمين، كما جاء في الأحاديث النبوية عن ابن عباس، قال: سئل النبي ﷺ عن قول الله ﴿وَسِعَ كُرۡسِيُّهُ ٱلسَّمَـٰوَ ٰتِ وَٱلۡأَرۡضَۖ﴾، قال «كرسيه موضع القدمين، والعرش لا يقدر قدره إلا الله».[23] والكرسي هو مخلوق عظيم من مخلوقات الله، ومن عِظمه يسع السماوات السبع والأرضون، والعرش أعظم من الكرسي، عن أبي ذر الغفاري، أنه سأل النبي ﷺ عن الكرسي، فقال رسول الله ﷺ: «والذي نفسي بيده ما السموات السبع والأرضون السبع عند الكرسي، إلا كحلقة ملقاة بأرض فلاة، وإن فضل العرش على الكرسي كفضل الغلاة على تلك الحلقة».[25] وقيل الكرسي هو العرش،[25] قال ابن كثير: والصحيح أن الكرسي غير العرش، والعرش أكبر منه، كما دلت على ذلك الآثار والأخبار.[26]
- ﴿وَلَا يَـُٔودُهُۥ حِفۡظُهُمَاۚ﴾: أي لا يثقله ولا يكرثه حفظ السموات والأرض، وما فيهما، ومن بينهما، بل ذلك سهل عليه، يسير لديه، وهو القائم على كل نفس بما كسبت، الرقيب على جميع الأشياء، فلا يعزب عنه شيء ولا يغيب عنه شيء، والأشياء كلها حقيرة بين يديه، الذي لا يسأل عما يفعل وهم يسألون، وهو القاهر لكل شيء، الحسيب على كل شيء، الرقيب العلي العظيم، لا إله غيره، ولا رب سواه.[26]
- ﴿وَهُوَ ٱلۡعَلِیُّ ٱلۡعَظِيم﴾: قال ابن كثير: «فكل شيء تحت قهره وسلطانه وعظمته، لا إله إلا هو، ولا رب سواه؛ لأنه العظيم الذي لا أعظم منه، العلي الذي لا أعلى منه، الكبير الذي لا أكبر منه، تعالى وتقدس وتنزه عز وجل عما يقول الظالمون المعتدون علوًا كبيرًا».[27] قال السعدي: «وهو "العلي" بذاته فوق عرشه، العلي بقهره لجميع المخلوقات، العلي بقدره لكمال صفاته. "العظيم" الذي تتضاءل عند عظمته جبروت الجبابرة، وتصغر في جانب جلاله أنوف الملوك القاهرة، فسبحان من له العظمة العظيمة، والكبرياء الجسيمة، والقهر والغلبة لكل شيء، فقد اشتملت هذه الآية على توحيد الإلهية، وتوحيد الربوبية، وتوحيد الأسماء والصفات، وعلى إحاطة ملكه، وإحاطة علمه، وسعة سلطانه وجلاله ومجده، وعظمته وكبريائه، وعلوه على جميع مخلوقاته، فهذه الآية بمفردها عقيدة في أسماء الله وصفاته، متضمنة لجميع الأسماء الحسنى والصفات العلا.».[20]

## معرض صور

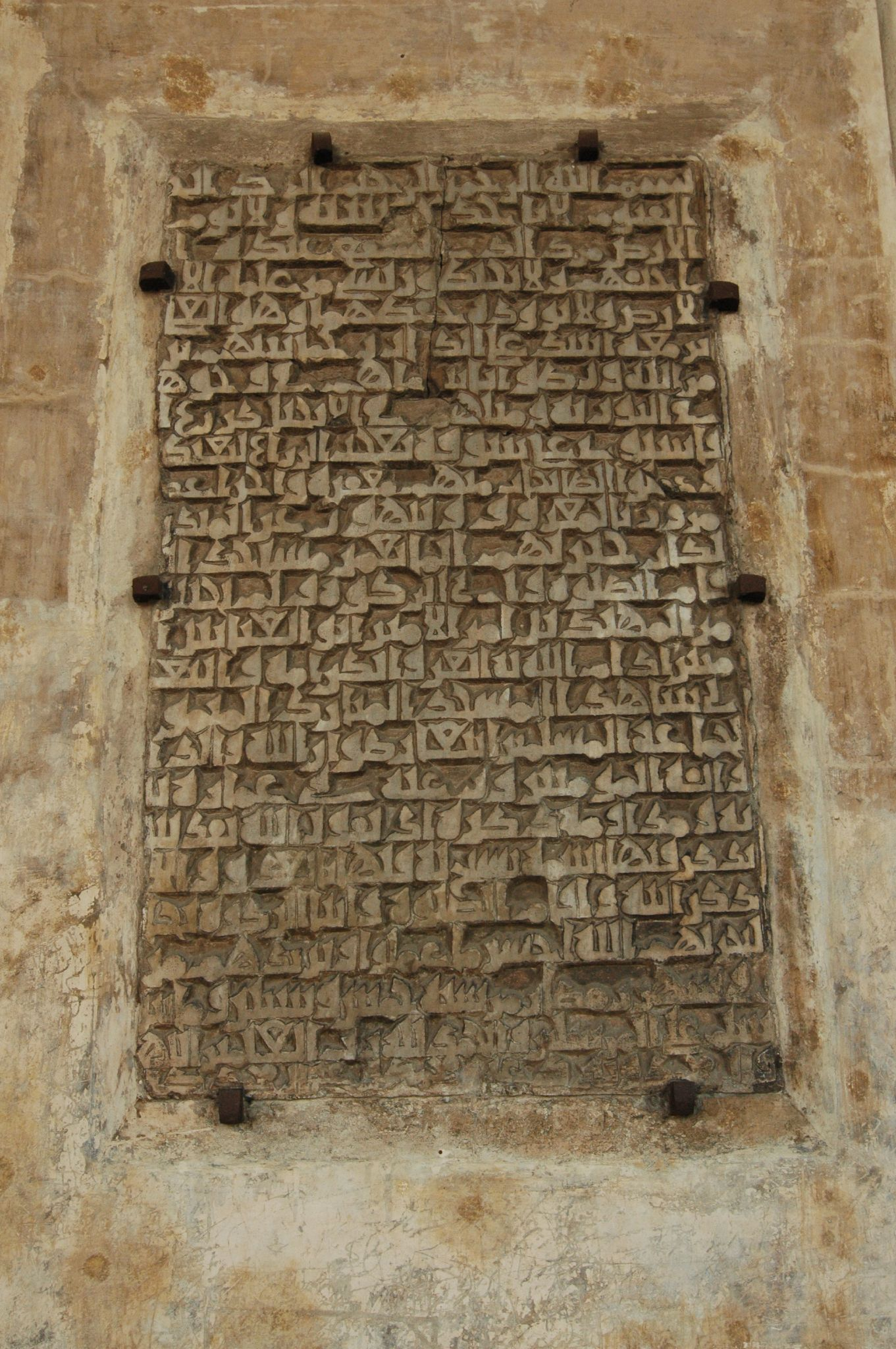
آية الكرسي منقوشة بالخط الكوفي على أحد جدران مسجد ابن طولون بالقاهرة.
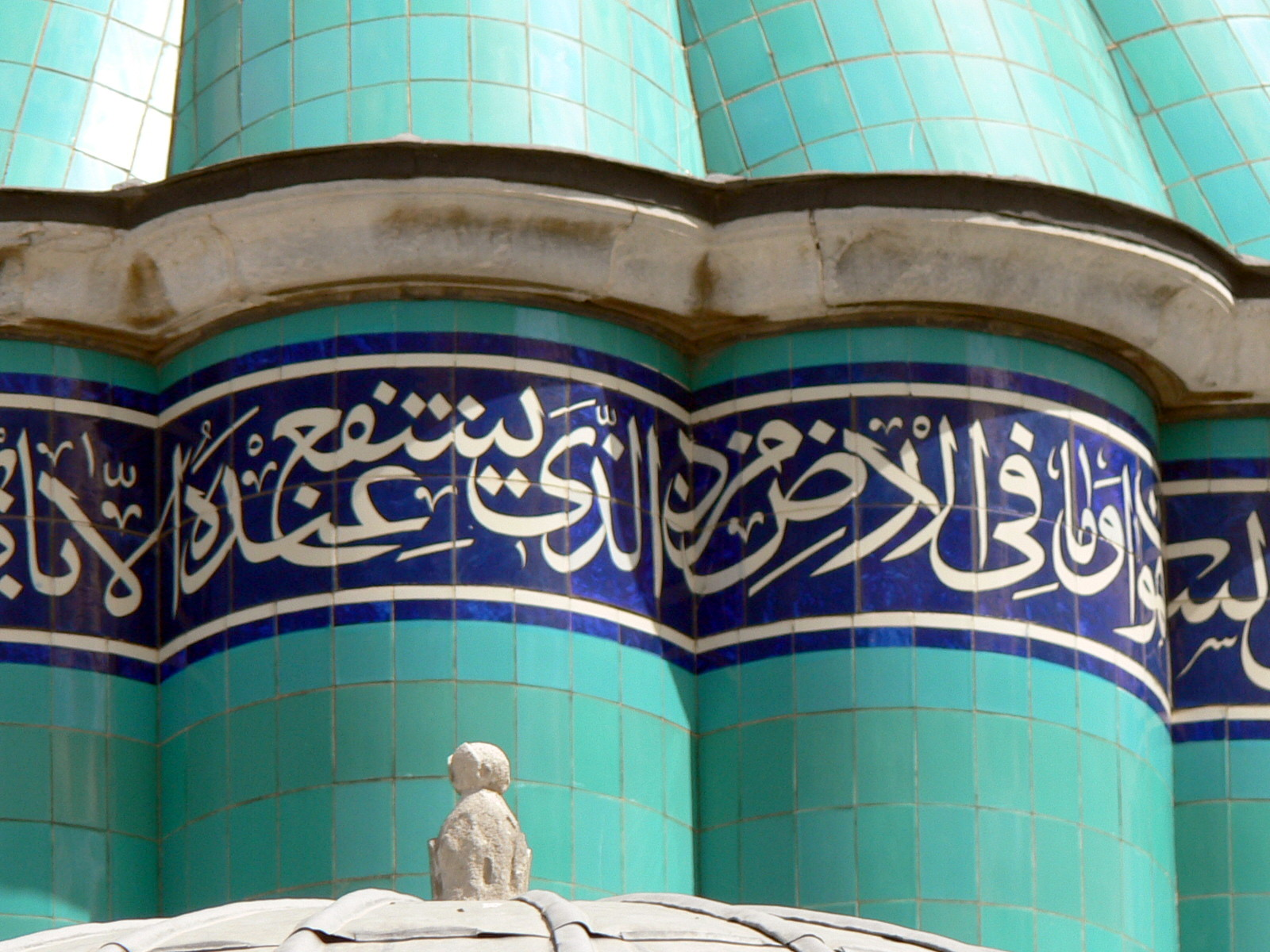
آية الكرسي في مدينة قونية التركية.
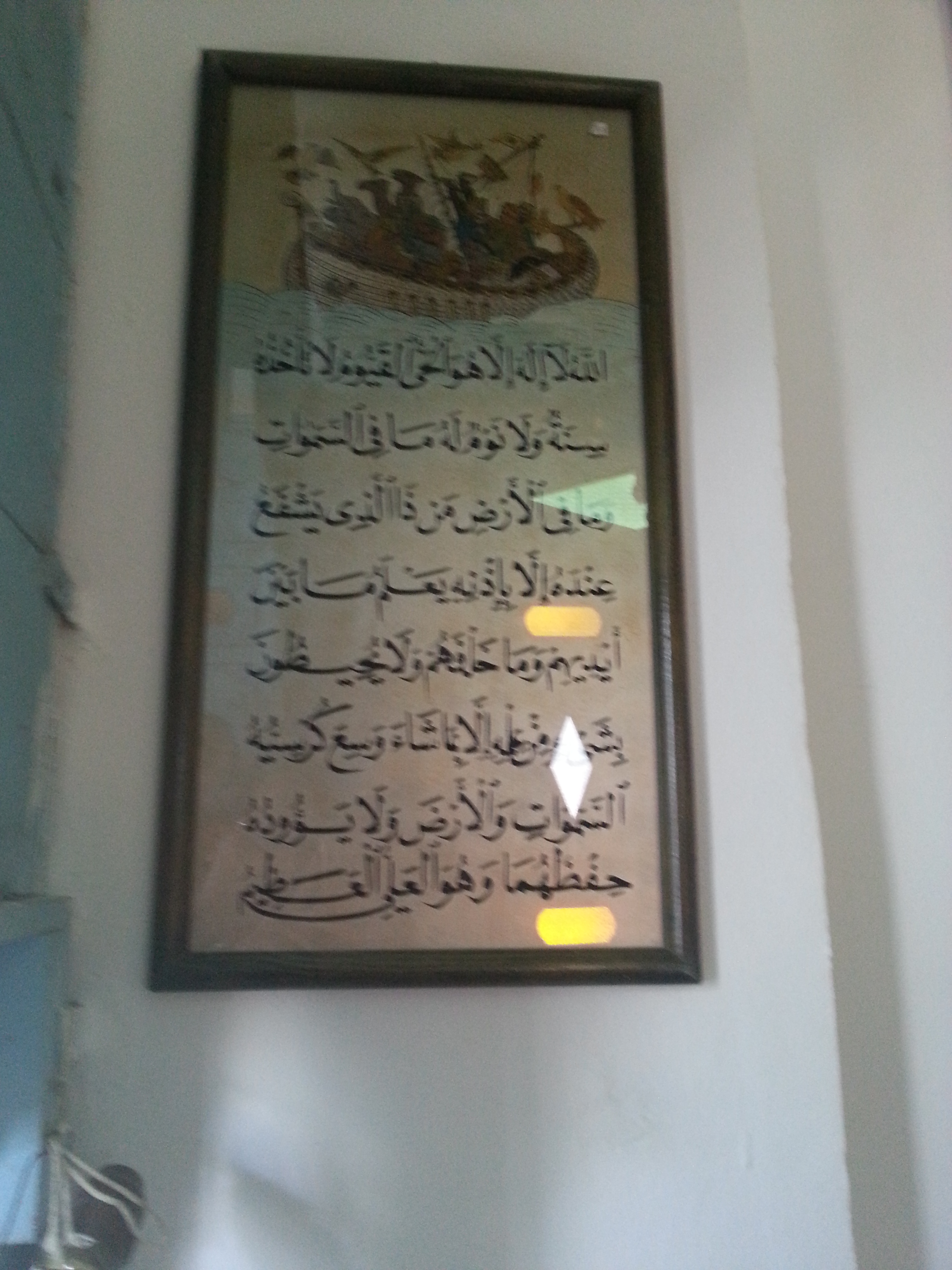
آية الكرسي على لوحة بأحد متاحف تونس.
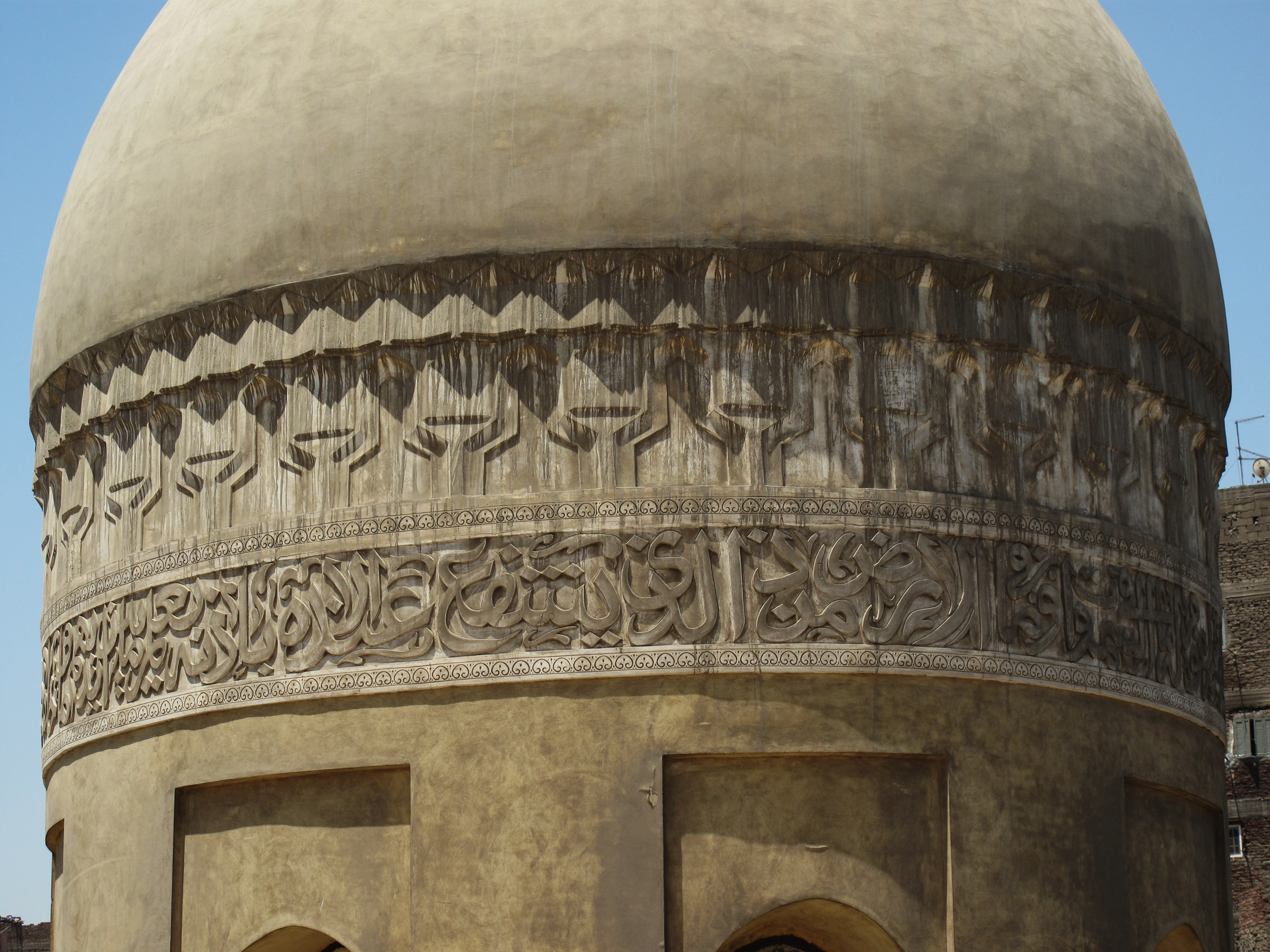
الآية منقوشة على قبة مسجد الأمير صرغتمش الناصري بالقاهرة.

## هوامش
- 1 رواه الإمام أحمد في مسنده عن أسماء بنت يزيد بن السكن، وكذا رواه أبو داود عن مسدد والترمذي عن علي بن خشرم وابن ماجه عن أبي بكر بن أبي شيبة ثلاثتهم عن عيسى بن يونس عن عبيد الله بن أبي زياد به.[10]
- 2 قال ابن حجر العسقلاني: رواه البيهقي في «الشعب» من طريق أبي إسحاق عن حبة العرني، سمعت علي بن أبي طالب يقول، فذكره، دون قوله: "لا يواظب عليها إلا صديق أو عابد" وذكر ما بعده وفي إسناده «نهشل بن سعيد» وهو متروك، وكذلك حبة العرني. وأخرجه أيضا من حديث أنس بلفظ: "من قرأ في دبر كل صلاة مكتوبة آية الكرسي حفظ إلى الصلاة، ولا يحافظ عليها إلا نبي، أو صديق، أو شهيد". وإسناده ضعيف. وصدر الحديث رواه النسائي، وابن حبان من حديث أبي أمامة، وإسناده صحيح. وله شاهد عن المغيرة بن شعبة عند أبي نعيم في الحلية، من رواية محمد بن كعب القرظي عنه.[28]
- 3 قال الألباني في السلسلة الضعيفة: وهذا إسناد ضعيف، سلمة بن وردان. قال الحافظ في (التقريب): ضعيف.[14]
- 4 أخرجه الطبراني في المعجم الكبير برقم (541) بإسناد جيد واللفظ له، وأورده المنذري في الترغيب برقم (662) وأخرجه ابن حبان في صحيحه برقم (784)، وذكره الهيثمي في المجمع برقم (17012)، وقال: "رجاله ثقاة". وصححه الألباني في صحيح الترغيب برقم (662).[12]

### معلومات المراجع المُفصَّلة
الكتب
- مسلم بن الحجاج (1955)، صحيح مسلم، تحقيق: محمد فؤاد عبد الباقي، القاهرة: مطبعة عيسى البابي الحلبي وشركائه، OCLC:1103731282، QID:Q116878092
- القرطبي (1935)، الجامع لأحكام القرآن، والمبين لما تضمنه من السنة وآي الفرقان: تفسير القرطبي، القاهرة: دار الكتب والوثائق القومية، OCLC:17965928، QID:Q115683910
- محمد الطاهر بن عاشور (1984)، التحرير والتنوير من التفسير، تونس: الدار التونسية للنشر، OCLC:11603545، QID:Q115641984
- ابن كثير الدمشقي (1998)، تفسير القرآن العظيم: تفسير ابن كثير، تحقيق: محمد حسين شمس الدين (ط. 1)، بيروت: دار الكتب العلمية، OCLC:914363003، QID:Q115701544
- عبد بن حميد (2002)، المنتخب من مسند عبد بن حميد، تحقيق: مصطفى العدوي، الرياض: دار بلنسية للنشر والتوزيع، OCLC:54744896، QID:Q134489329{{استشهاد}}:  صيانة الاستشهاد: ref duplicates default (link)
- عبد الرحمن بن ناصر السعدي (2000)، تيسير الكريم الرحمن في تفسير كلام المنان، بيروت: مؤسسة الرسالة، OCLC:4770076624، QID:Q134480396
- أحمد بن شعيب النسائي (2001)، سنن النسائي الكبرى (ط. 1)، بيروت: مؤسسة الرسالة، OCLC:1107062736، QID:Q115641605
- عبد الرزاق بن عبد المحسن البدر (2003)، فقه الأدعية والأذكار، الكويت، OCLC:4771250162، QID:Q134476076{{استشهاد}}:  صيانة الاستشهاد: مكان بدون ناشر (link)
- على أحمد عبد العال الطهطاوى (2004). شرح آية الكرسي فضائلها وخواصها. بيروت: دار الكتب العلمية. ISBN:978-2-7451-4467-6. OCLC:63667249. QID:Q134476156.
- جلال الدين السيوطي (2011)، تفسير الدر المنثور في التفسير بالمأثور، بيروت: دار الفكر للطباعة والنشر والتوزيع، QID:Q117742927
- محمد بن صالح العثيمين (2021)، الذكر الثمين، السعودية: المكتبة الشاملة، QID:Q134506127

الفتاوى مرتبة حسب رقم الفتوى
- "135452- ما صح في فضل آية الكرسي وما لم يصح". إسلام ويب. 13 مايو 2010. مؤرشف من الأصل في 2023-09-28. اطلع عليه بتاريخ 2025-02-13.
- "215945- صحة حديث في فضل قراءة آية الكرسي بعد الصلاة". الإسلام سؤال وجواب. 11 يونيو 2014. مؤرشف من الأصل في 2024-08-08. اطلع عليه بتاريخ 2025-02-13.
- "276580 - درجة حديث: (من قرأ آية الكرسي دبر كل صلاة...)". إسلام ويب. 3 ديسمبر 2014. مؤرشف من الأصل في 2023-05-01. اطلع عليه بتاريخ 2025-02-13.